# Antoninià
L'antoninià (del llatí Antoninianus, "d'Antoní") era una moneda romana encunyada per primer cop per l'emperador Marc Aureli Antoní Caracal·la el 214 dC. Valia dos denaris i de fet va acabar substituint aquesta altra moneda. De totes maneres la llei de l'antonià va anar devaluant-se progressivament fins que durant el regnat de Galiè ja es feia totalment de coure. Després la reforma d'Aurelià va pretendre restablir-ne el seu valor. Tenia una corona imperial radiada i un creixent sota el bust de les emperadrius a les seves cares.